# Cârjiți
Cârjiți là một xã thuộc hạt Hunedoara, România. Dân số thời điểm năm 2002 là 799 người.